# Auto-harpa

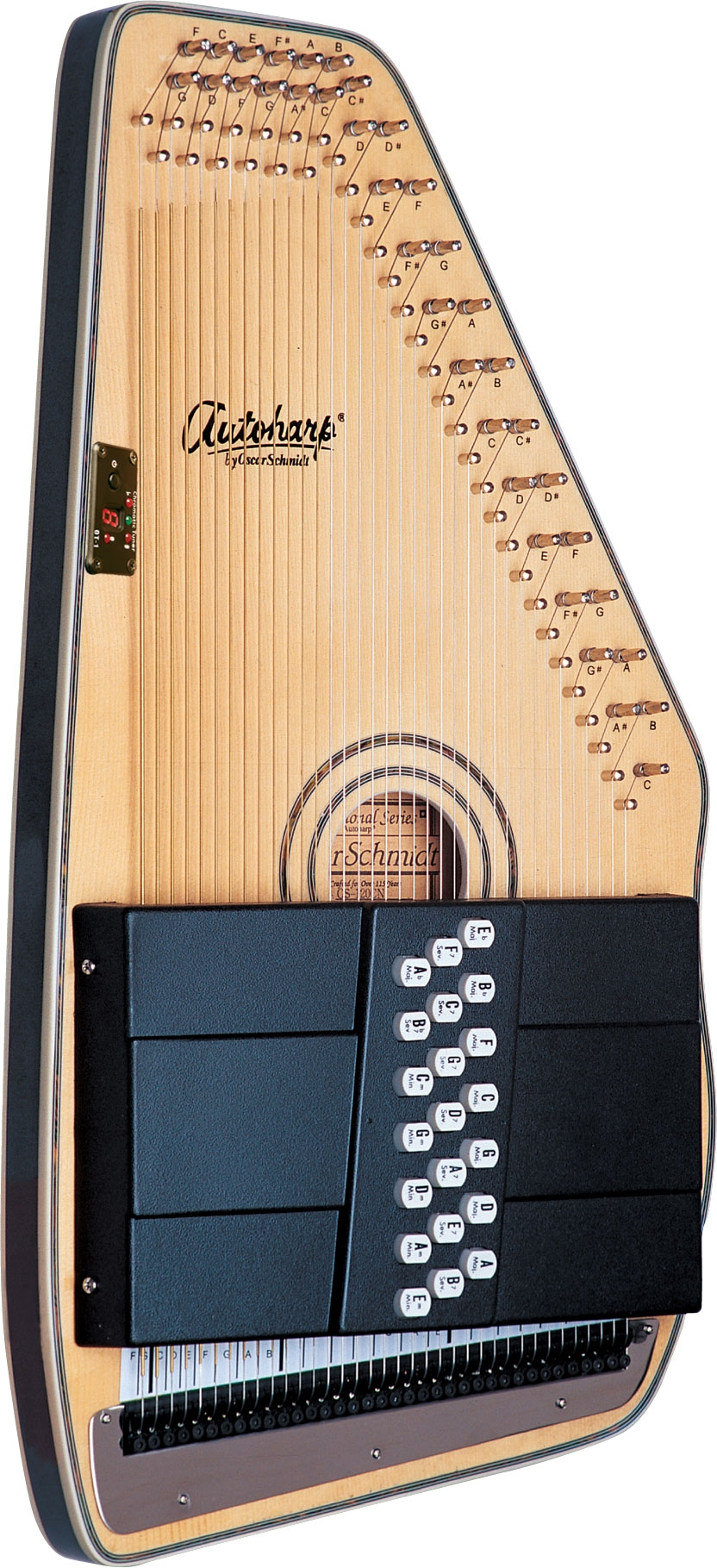
Uma auto-harpa moderna.

Auto-harpa (em inglês: autoharp) é um instrumento musical da família das cítaras. Possui uma série de barras de acordes anexadas aos amortecedores que, quando pressionadas, silenciam todas as cordas que não fazem parte do acorde desejado. Embora a palavra autoharp tenha sido originalmente uma marca registrada da empresa Oscar Schmidt, o termo veio de forma coloquial para ser usado para qualquer cítara de mão, independentemente do fabricante.
A auto-harpa foi e continua sendo muito utilizada na música tradicional americana, como o antigo country (música dos Apalaches), bluegrass e folk. Foi usada também no rock, como exemplo a banda The Beach Boys no álbum Today! (1965).
São relativamente fáceis de aprender a tocar como um instrumento de ritmo. Também são utilizadas por instrumentistas mais comprometidos como um instrumento de melodia.